# Porcelana berlińska

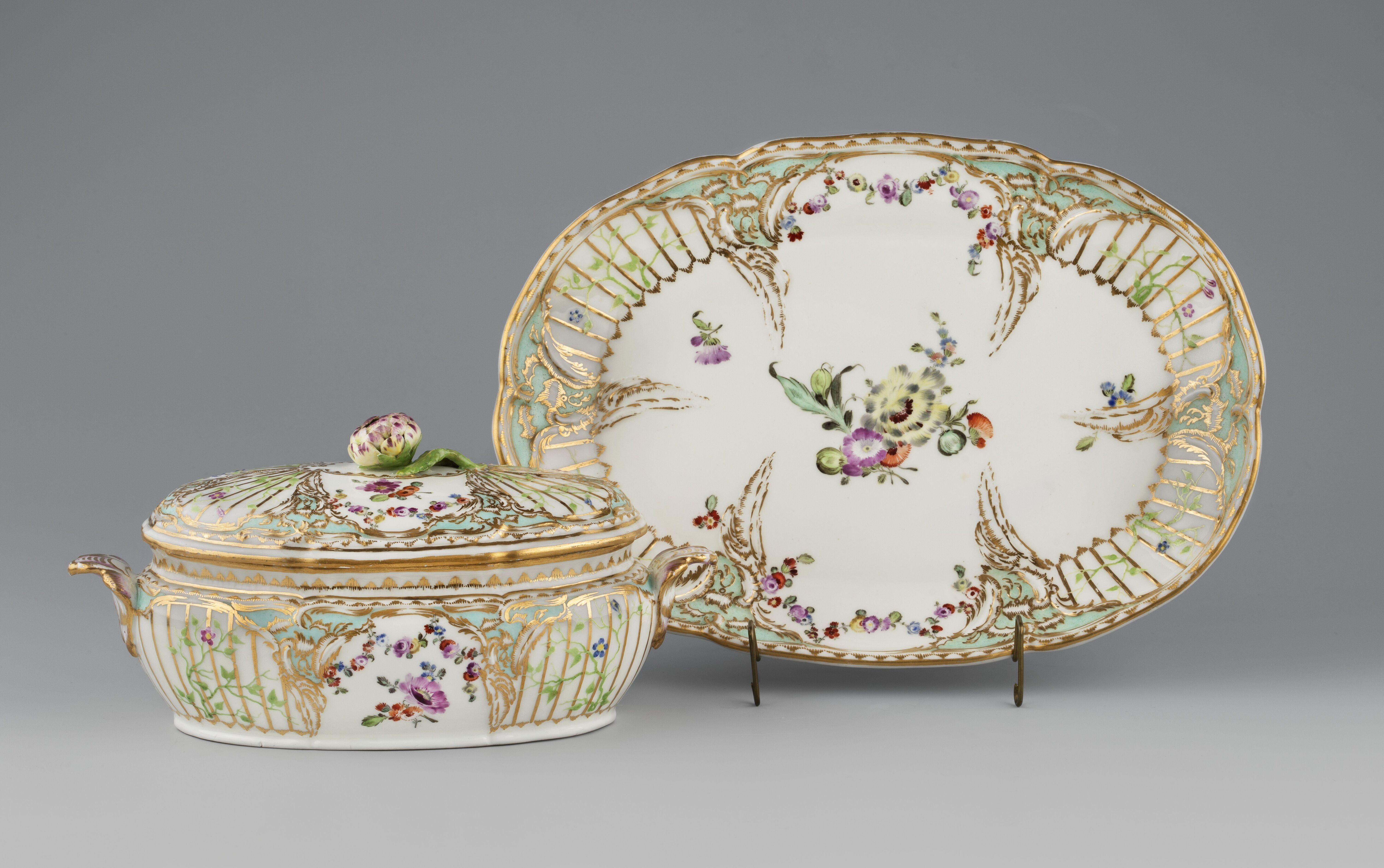
Wazka z nakrywką i podstawa pod wazkę z dekoracją Reliefzierat z serwisu wykonanego na zamówienie Fryderyka II dla Nowego Pałacu, ok. 1767. Muzeum Narodowe w Warszawie

Porcelana berlińska – porcelana produkowana w manufakturze w Berlinie od roku 1751 aż do dziś.

## Historia

### Początki

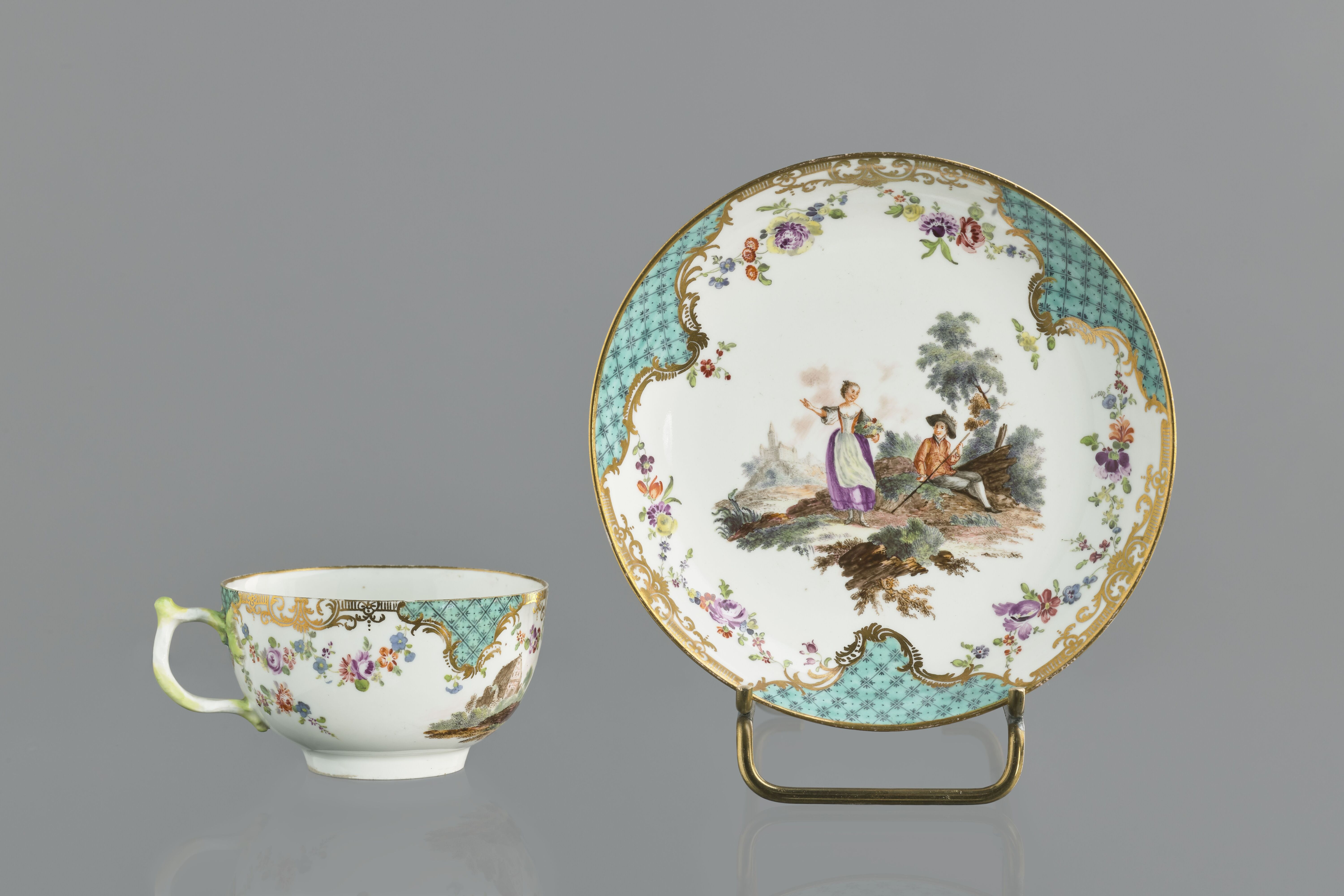
Filiżanka na herbatę ze spodkiem z manufaktury Gotzkowsky’ego, ok. 1760. Muzeum Narodowe w Warszawie

Pierwsze próby produkcji porcelany w Berlinie wiążą się z działalnością chemika Heinricha Potta, który na zlecenie Fryderyka II w latach 1740–1746 próbował odkryć formułę wytwarzania porcelany. Pierwszą manufakturę porcelany w mieście założył w 1751 szwajcarski przedsiębiorca Wilhelm Caspar Wegely, któremu udało się wykraść sekret produkcji z wytwórni w Höchst, następnie zaś uzyskać od króla monopol na wytwarzanie porcelany. Niska jakość produktów Wegely’ego oraz zawirowania związane z wojną siedmioletnią sprawiły, iż w 1757 zamknął on swoje przedsięwzięcie.
W 1761 produkcja porcelany w Berlinie została wznowiona przez kupca i finansistę Johanna Ernsta Gotzkowsky’ego, który uruchomił wytwórnię z pomocą Ernsta Reicharda, mistrza modelarskiego Wegely’ego, który odziedziczył sekret produkcji porcelany. W 1763 znajdującą się w długach manufakturę Gotzkowsky’ego kupił Fryderyk II i otrzymała ona nazwę Królewskiej Manufaktury Porcelany (niem. „Königliche Porzellanmanufaktur”).
Porcelana Wegely’ego charakteryzowała się dużym podobieństwem do porcelany z Höchst, co nie powinno dziwić, gdyż wielu pracowników było zatrudnionych w obu manufakturach. W czasie wojny siedmioletniej Fryderyk II zajął Miśnię i sprawował kontrolę nad tamtejszą wytwórnią porcelany. Jednym z rezultatów tych wydarzeń był przepływ pracowników z Miśni do Berlina i porcelana Gotzkowsky’ego pozostaje pod wyraźnym wpływem miśnieńskim. Jednym z dawnych pracowników Miśni, który w 1761 przybył do Berlina był Friedrich Elias Meyer, uczeń Kändlera, który został mistrzem modelarskim nowej manufaktury. Do Meyera dołączyli trzej miśnieńscy malarze, Karl Wilhelm Böhme, Johann Balthasar Borrmann oraz Jakob Christian Klipfel, którzy stali się głównymi malarzami wytwórni.

### Okres Fryderyka II

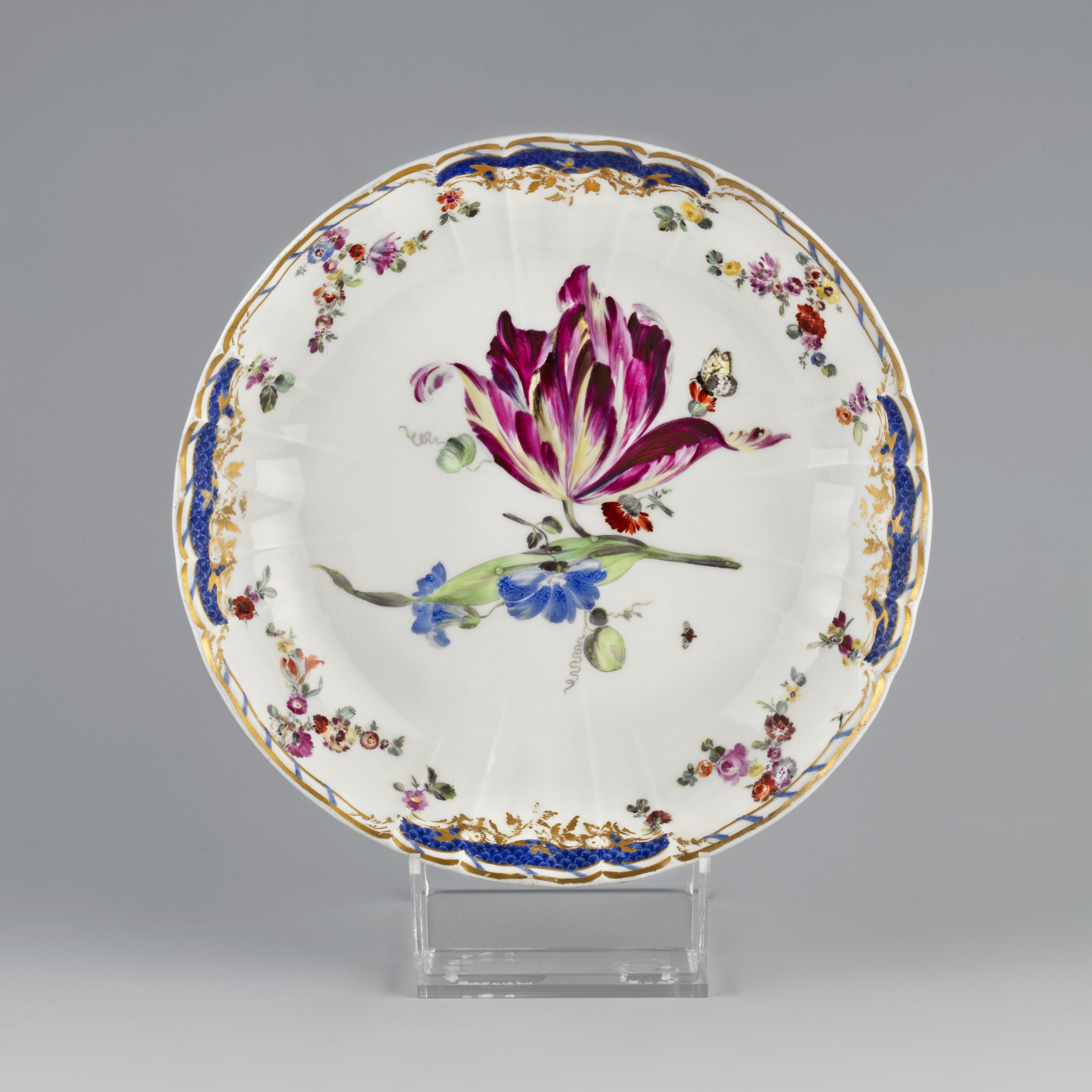
Miska z serwisu wrocławskiego, 1767–1768. Muzeum Narodowe w Warszawie

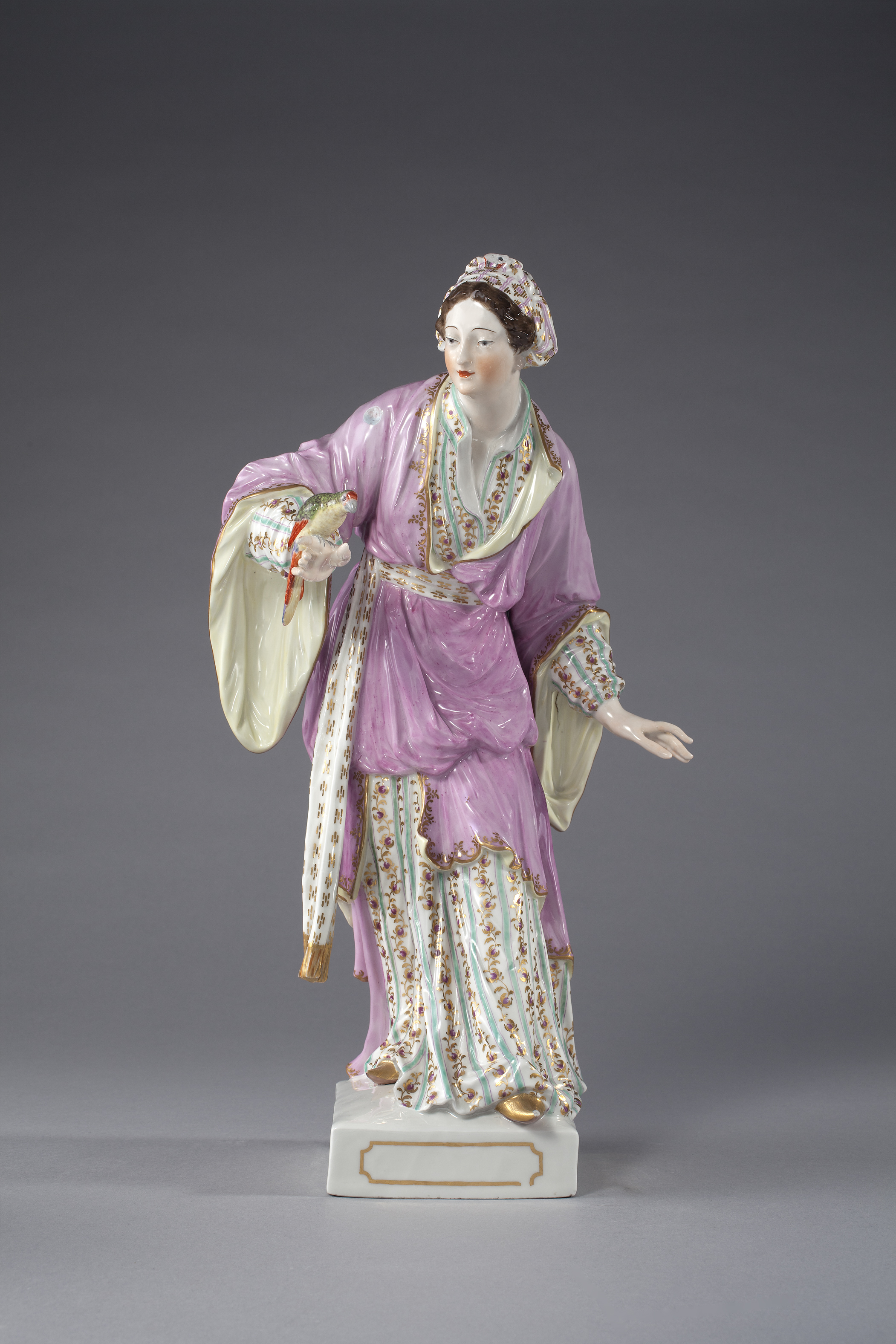
Chinka z papugą wg modelu Friedricha Eliasa Meyera, ok. 1768. Kunstgewerbemuseum

Fryderyk II osobiście zarządzał wytwórnią, która stanowiła jego prywatną własność, zaś żeby zwiększyć jej dochody uciekał się do różnych wątpliwych praktyk, takich jak zmuszanie klubów loteryjnych do pobierania rocznej porcelany wartości sześciu tysięcy talarów czy nakaz zakupu porcelany wartości co najmniej trzystu talarów przez wstępujących w związki małżeńskie Żydów. Jednocześnie, jak żartobliwie stwierdził Fryderyk, to on sam był najlepszym klientem swojej manufaktury. W sumie miał zakupić w niej porcelanę wartości dwustu tysięcy talarów, za które powstało dwadzieścia jeden serwisów przeznaczonych dla jego pałaców oraz na oficjalne prezenty. Do najsłynniejszych spośród nich należą serwis przeznaczony dla jego Nowego Pałacu (tzw. 1. Potsdamsche) (1765-66, Museum für Kunst und Gewerbe Hamburg) z dekoracją rocaille nazwaną Reliefzierat („dekoracją reliefową”), która została następnie użyta w kolejnym serwisie dla tego samego pałacu (tzw. 2. Potsdamsche, ok. 1767, zobacz ilustracja); najważniejszy z nich serwis wrocławski, zaprojektowany przez Friedricha Eliasa Meyera dla nowej rezydencji królewskiej we Wrocławiu (zobacz ilustracja); serwis z dekoracją Antikzierat („wzór klasyczny”) powstały po 1776; ulubiony serwis samego Fryderyka, Bleu morant z 1782, z delikatną niebieską dekoracją malowaną na glazurze.
Wszystkie te serwisy były utrzymane w stylu jednoznacznie rokokowym, z wyjątkiem Antikzierat, który, zgodnie ze swoją nazwą, zapowiadał już nadejście stylu klasycznego. Naczynia były dekorowane takimi wzorami jak willow czy brandenstein, dekoracją reliefową, ząbkowaną bordiurą, dekoracją ażurową, kwiatami lub motywami zaczerpniętymi z twórczości Watteau, Bouchera i Teniersa. Ten zestaw zdobień wraz z nową, żywą paletą barw, pozwolił na stworzenie wyjątkowych egzemplarzy rokokowej porcelany. Chociaż manufaktura koncentrowała się na produkcji zastawy stołowej, to powstało w niej również wiele figur. Friedrich Elias Meyer przyniósł z Miśni typowy, pełen życia rokokowy styl, chociaż z biegiem czasu jego twórczość stała się bardziej powściągliwa. Jego młodszy brat, Wilhelm Christian Meyer, który również znalazł zatrudnienie w Berlinie, był z wykształcenia rzeźbiarzem w kamieniu i tworzył w stylu klasycznym – jego figury są często miniaturową interpretacją monumentalnej rzeźby kamiennej.

### Okres neoklasyczny

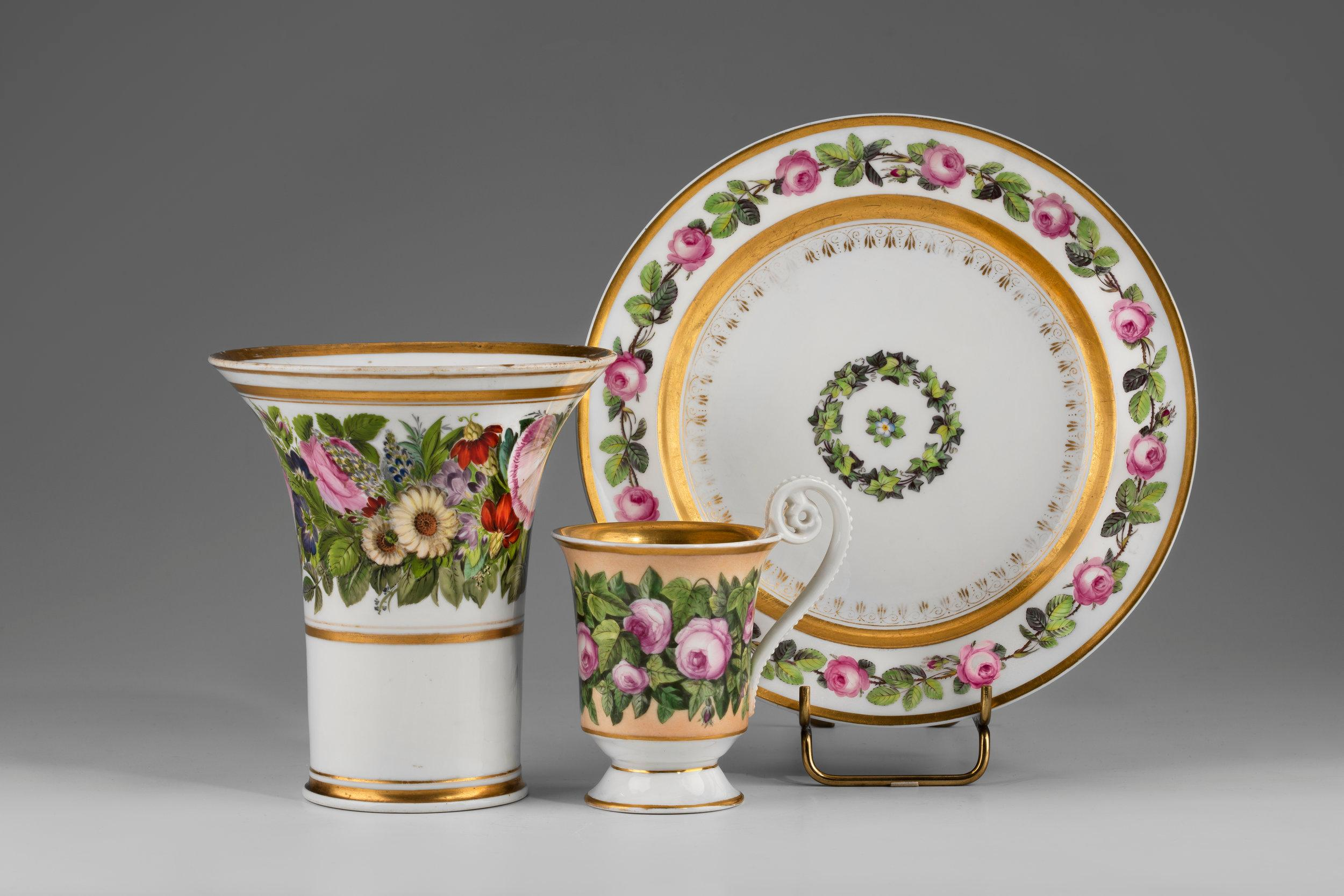
Naczynia z dekoracją szklakiem róż, ok. 1825. Muzeum Narodowe w Warszawie

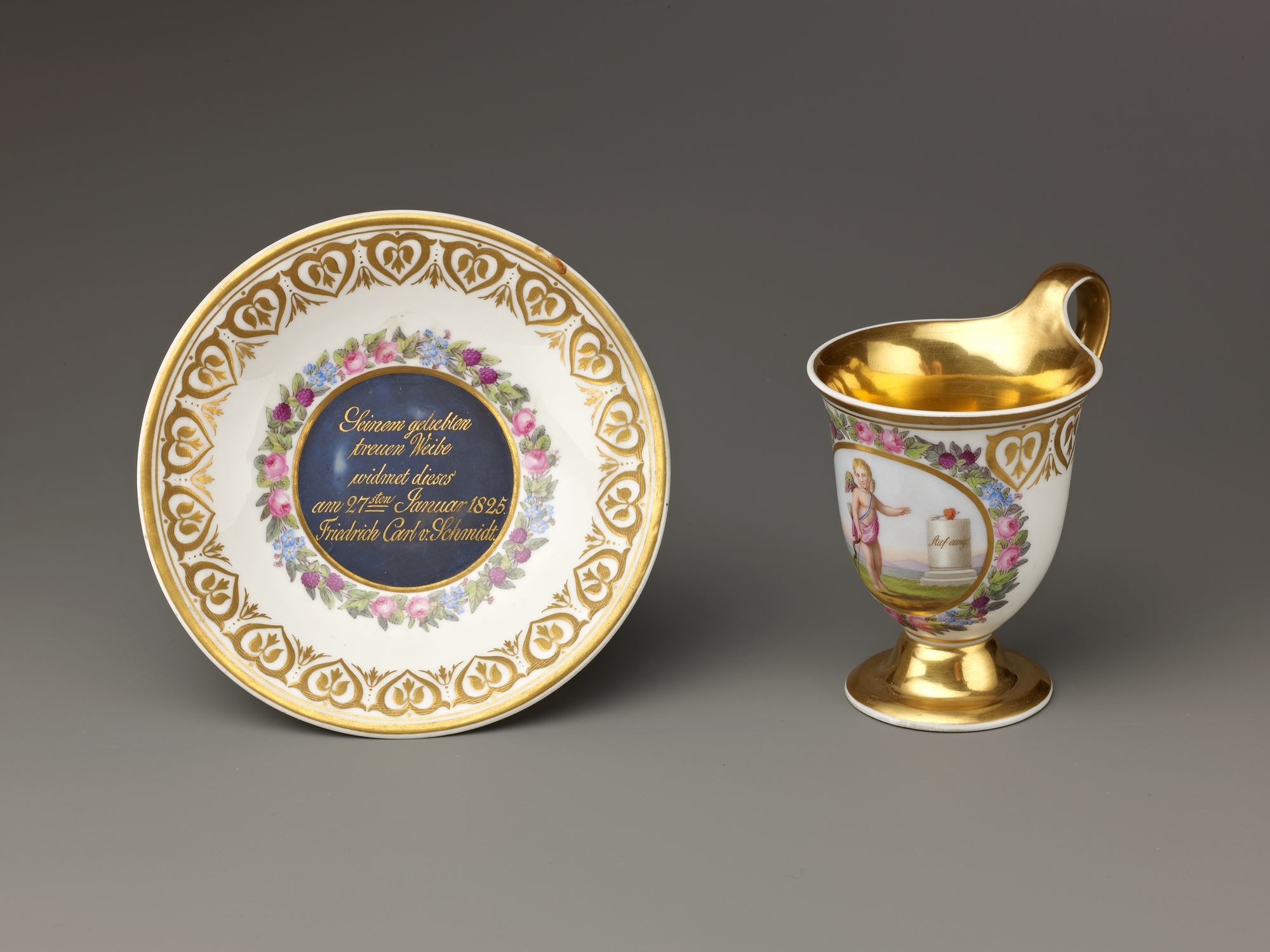
Puchar i spodek upamiętniające dwudziestopięciolecie małżeństwa, ok. 1825. Metropolitan Museum of Art

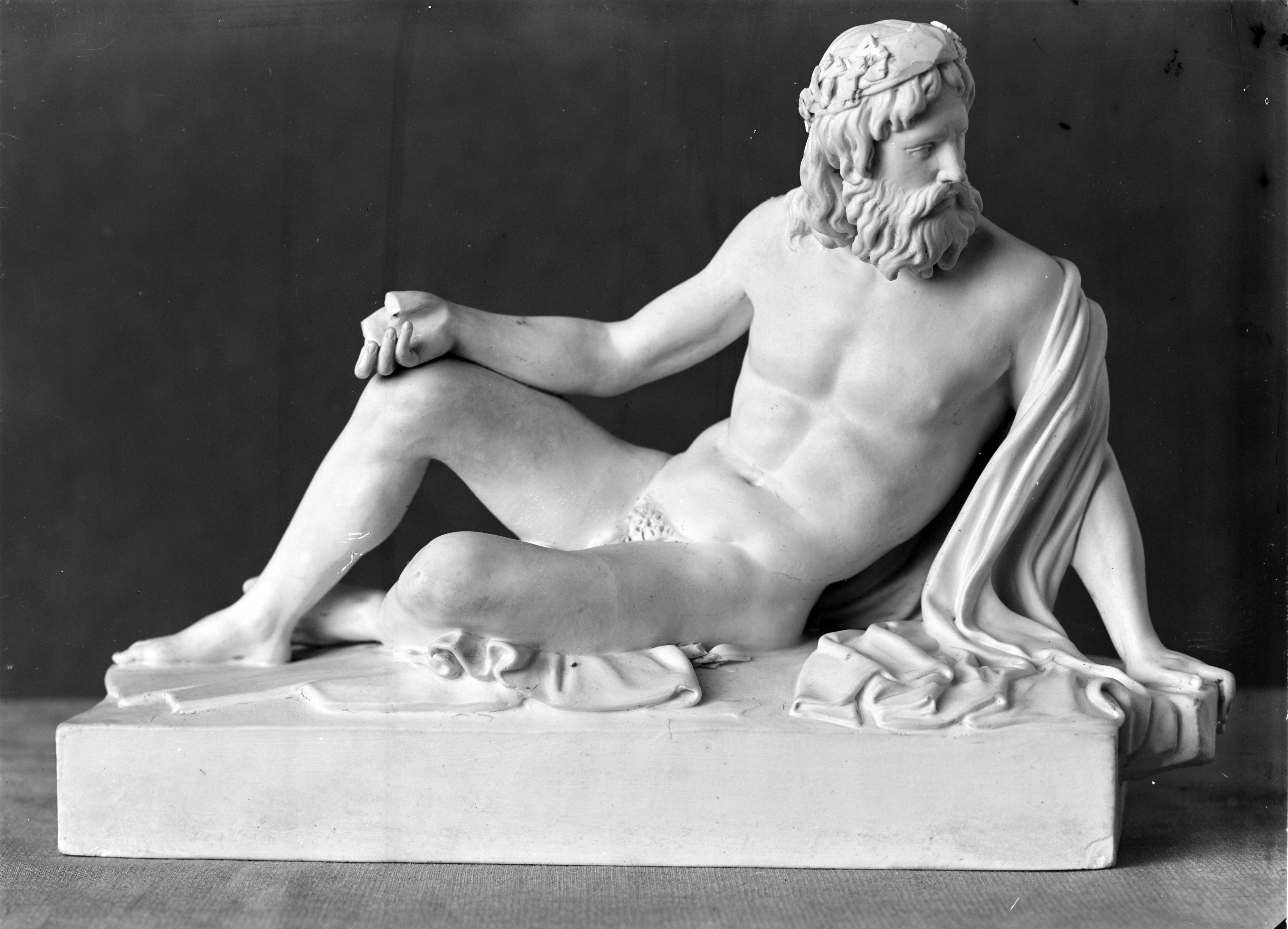
„Bóg rzeki Ebro” – figura wg modelu stworzonego dla tzw. serwisu pruskiego księcia Wellingtona, 1818. Kunstgewerbemuseum, zaginiona od czasu II wojny światowej

Fryderyk Wilhelm II nie zamierzał osobiście zajmować się sprawami swojej manufaktury i na jej czele postawił komitet, który miał pozostać organem zarządzającym wytwórnią aż do upaństwowienia w 1918. Jednocześnie w produkcji manufaktury całkowicie zapanował styl neoklasyczny, do czego przyczyniło się również nawiązanie bliskiej współpracy z Akademią Sztuk, przy czym wzorowano się tutaj na manufakturze wiedeńskiej. W 1789 mistrzem modelarskim został Johann Karl Friedrich Riese, który pracował z architektem Hansem Christianem Genellim oraz rzeźbiarzem Gottfriedem Schadowem. Produkowano wówczas dekoracje stołu w formie wielkich, ustawionych centralnie kompozycji, niektóre według projektów Genellego. Taką dekorację, zaprojektowaną przez Schadowa, dodano m.in. do serwisu powstałego w 1819 z inicjatywy Fryderyka Wilhelma III dla księcia Wellingtona (tzw. serwis pruski, Apsley House). Kosztował on 28542 talary i „jest to prawdopodobnie ostatni serwis produkowany na tak wielką skalę”.
Za najważniejszy neoklasyczny serwis uważany jest jednak tzw. serwis kurlandzki, powstały ok. 1790, w którym dominują czyste, płynne formy oraz oszczędna dekoracja. Takie stonowane kolory jak szarość oraz łagodny fioletowo-różowy doskonale komponowały się z prostymi, praktycznymi kształtami neoklasycznych serwisów. W 1795 powołano nowy departament, który produkował niedrogie naczynia do codziennego użytku. Okazały się one tak popularne, że w 1818 w Charlottenburgu zbudowano nowy zakład, który zajmował się wyłącznie ich produkcją. Nowi mieszczańscy nabywcy zamiast całych serwisów kupowali pojedyncze puchary i spodki o czysto dekoracyjnym charakterze, stąd m.in. pojawienie się zapożyczonych z Anglii tzw. friendship cups, z romantycznymi inskrypcjami celebrującymi przyjaźń. Konieczność dostosowania się do gustów mieszczańskich klientów prowadziła do rozwinięcia stylu biedermeier.
Johann Friedrich Shulze, który był kierownikiem pracowni malarskiej od 1787, zaprojektował dekoracje kwiatowe nazywane fleur en terrasse, stosowane odtąd często na naczyniach wytwórni. Po pokonaniu Napoleona w 1815 nowa era ekonomicznego i kulturalnego ożywienia w produkcji manufaktury objawiła się pojawieniem ostentacyjnej, bogatej dekoracji, często zakrywającej całą powierzchnię naczynia, kojarzonej ze stylem empire. Jednocześnie całkowicie zrezygnowano z malowania figur, które zgodnie z neoklasycznymi gustami były odtąd wykonywane w biskwicie. Przez cały XIX wiek rozwijała się również dekoracja malarska, włącznie z techniką druku ceramicznego, co zaowocowało licznymi portretami oraz widokami pruskich miast i zamków umieszczanymi często na wazach, litofanie i porcelanowych płytach. To w związku z tym fenomenem mówi się o tzw. „Berliner Vedutenporzellan”, bowiem porcelana zdawała się tutaj służyć jedynie jako medium dla umieszczenia na niej pejzażu.

### Od historycyzmu do Jugendstil

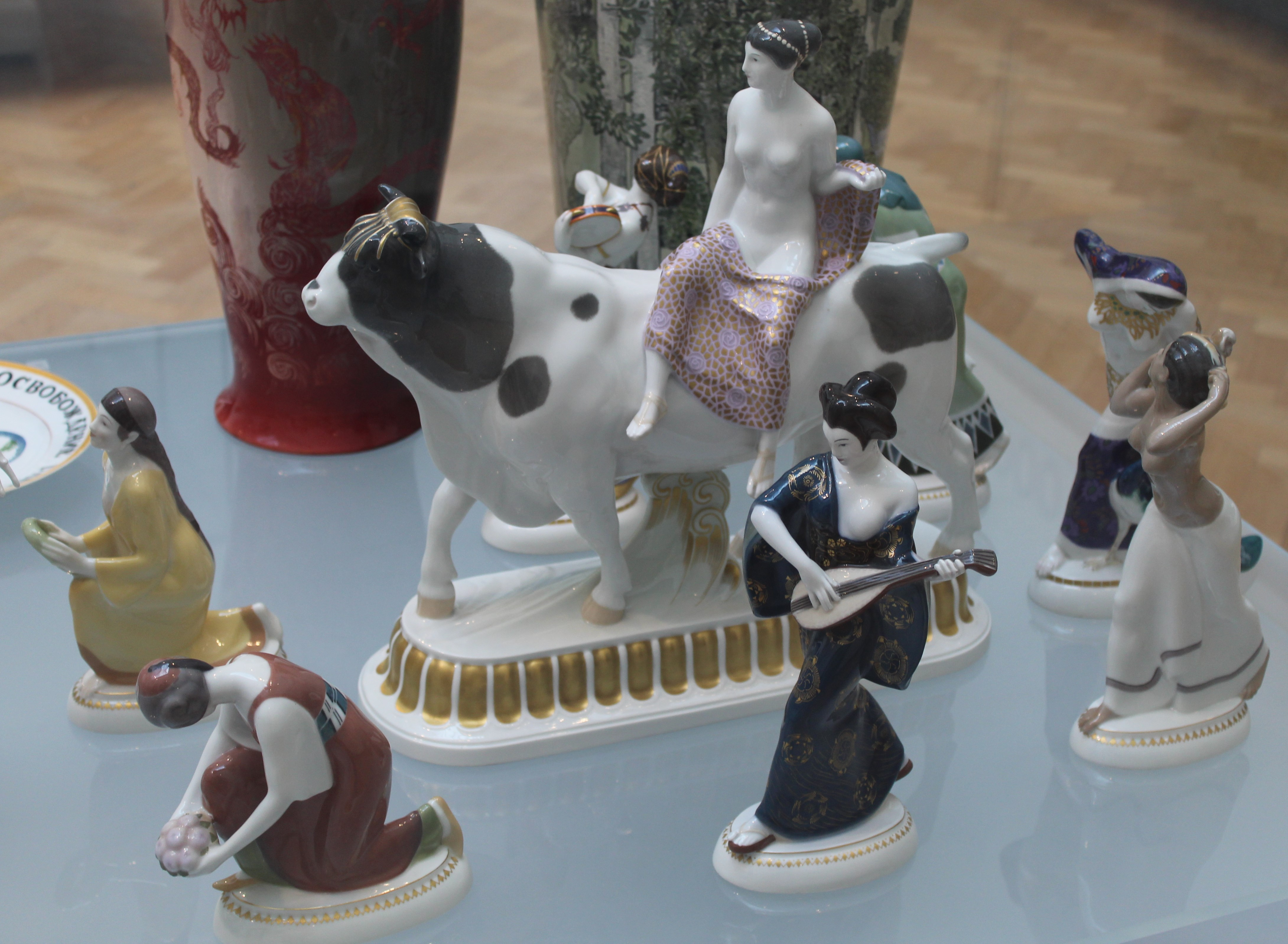
Księżniczka Cecylia jako Europa wraz z orszakiem weselnym, wg projektu Adolpha Amberga, 1913/1914. Muzeum Wiktorii i Alberta

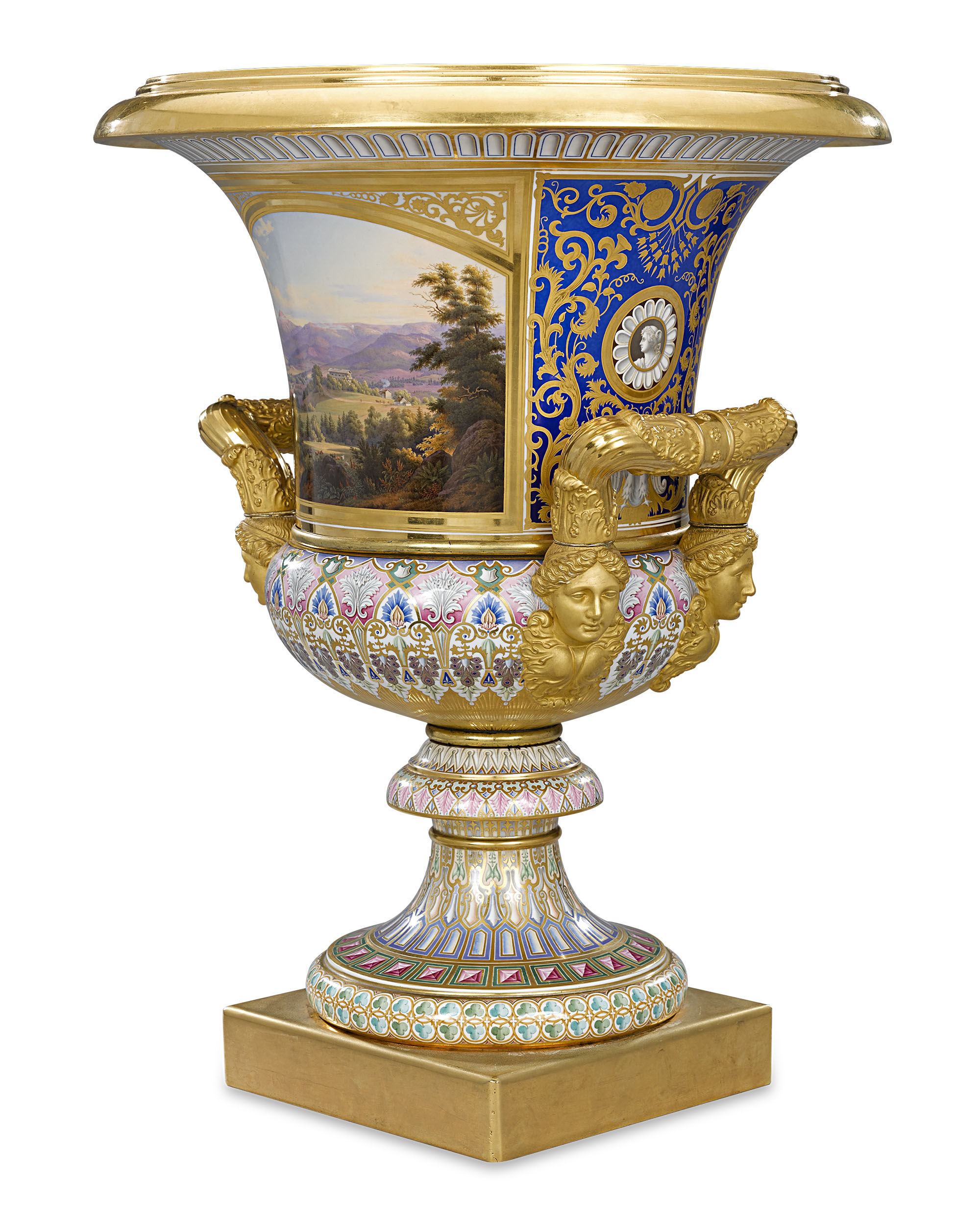
Waza ofiarowana przez Fryderyka Wilhelma IV swojej siostrze Aleksandrze, ok. 1851

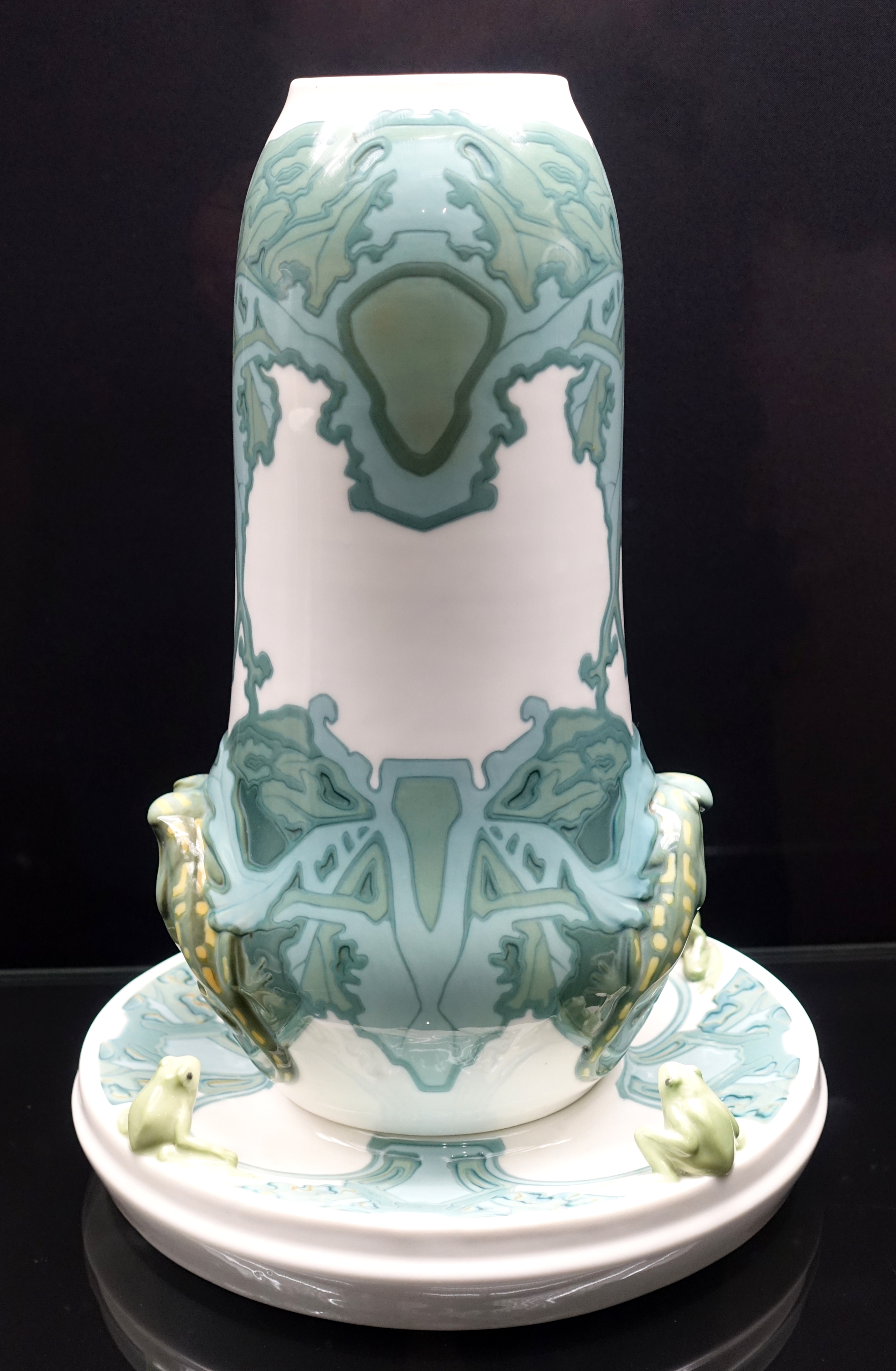
Dekoracja z żabami i salamandrami zaprojektowana przez Theodora Schmuz-Baudissa, 1906. Muzeum Bröhan

Podczas gdy większość innych wytwórni rozpoczęła produkcję w stylu neorenesansowym i neorokokowym manufaktura w Berlinie jeszcze w latach 70. XIX wieku nadal wytwarzała naczynia w stylu neoklasycznym, kontynuując tradycję dominacji malarstwa nad porcelaną. Większość porcelanowych płyt była sprzedawana pusta zewnętrznym warsztatom, które zapełniały je kopiami obrazów dawnych mistrzów, przedstawieniami Marii, pokutującej św. Magdaleny, wigilii i innymi. Chociaż nie da się zaprzeczyć wysokiej jakości wykonania przedmiotów wychodzących z manufaktury, to już na wystawie światowej w Paryżu w 1855 berlińska porcelana była krytykowana za brak jakiejkolwiek jednoczącej zasady w jej designie oraz dominację złotej dekoracji i malarstwa nad samą ceramiką. Jako przedsiębiorstwo królewskie berlińska manufaktura musiała jednak w pierwszym rzędzie schlebiać gustom jej najważniejszych klientów, królewskiego dworu, arystokracji i bogatej burżuazji, którzy chętnie zamawiali produkty naśladujące dawne style i nie przejawiali najmniejszego entuzjazmu dla współczesnej sztuki.
W latach 60. XIX wieku w berlińskiej manufakturze zaczęto eksperymentować ze stylem neorenesansowym, kopiami włoskiej majoliki oraz niemiecką kamionką. Wówczas jednak ten styl był już niemodny. Manufaktura musiała ustąpić miejsca nowemu gmachowi parlamentu Rzeszy i opuścić swoją siedzibę w pobliżu Placu Poczdamskiego. Nowa siedziba na obrzeżach Tiergarten była położona nad Szprewą, co pozwalało na transport rzeką.
W latach 70. manufaktura zaczęła mieć problemy finansowe i w 1878 landtag powołał złożoną ze znanych artystów, naukowców i publicznych osobistości komisję, która sporządziła słynny dzisiaj raport mający stanowić podstawę działań naprawczych. Żeby zaradzić kryzysowi zatrudniono jednego z najsłynniejszych ceramicznych specjalistów, Hermanna Segera, jako dyrektora technicznego, oraz rzeźbiarza i malarza Louisa Sussmann-Hellborna jako dyrektora artystycznego. Hermann Seger, współdziałając z chemikiem Albertem Heinecke, znacznie przyczynił się do poprawy produkcji manufaktury, wprowadzając szereg technicznych usprawnień (m.in. słynne stożki Segera, pozwalające na dokładną kontrolę temperatury wypalania), rozwijając nową masę porcelanową, która mogła być wypalana w niższej temperaturze, oraz wprowadzając szereg nowych glazur (co było kontynuacją eksperymentów przeprowadzanych w tym samym czasie w Sèvres przez Théodore Decka).
Korzystając z nowych technicznych możliwości począwszy od 1884 manufaktura zaczęła wprowadzać nowe wzory waz i naczyń dekoracyjnych, pokrytych nowymi glazurami, chociaż nadal dominowały gusta konserwatywne. Przełomem okazało się dopiero zatrudnienie w 1902 ceramika Theodora Schmuz-Baudissa, który był znany ze swoich dzieł w stylu Jugendstil (niemieckiej odmianie Art Nouveau). Pod jego artystycznym przewodnictwem rozszerzono paletę dostępnych kolorów i wprowadzono nowe niuanse barwnej dekoracji, jak również dwanaście nowych modeli serwisów, na czele z najsłynniejszym, Ceres, który jest uznawany za szczytowe osiągnięcie okresu. Jednocześnie rozwinięto program tworzenia figur w nowym stylu, tworzonych głównie przez artystów z zewnątrz. Do najsłynniejszych tworów tego rodzaju należy grupa dwudziestu jeden figur Orszak Weselny (zobacz ilustracja) zaprojektowana przez Adolpha Amberga z okazji wesela następcy tronu Wilhelma i księżniczki Cecylii w 1905. Reprezentanci różnych narodowości składają tutaj hołd młodej parze, która jest przedstawiona jako rzymski wojownik i Europa na byku. Chociaż projekt został odrzucony przez cesarski dwór, to jednak w latach 1908–1910 wykonano pewną ilość figur. W tym okresie powstały również znakomite figury dzieci zaprojektowane przez Hermanna Hubatscha oraz zwierząt, modelowane przez Franza Antona Pucheggera.

### Okres państwowy

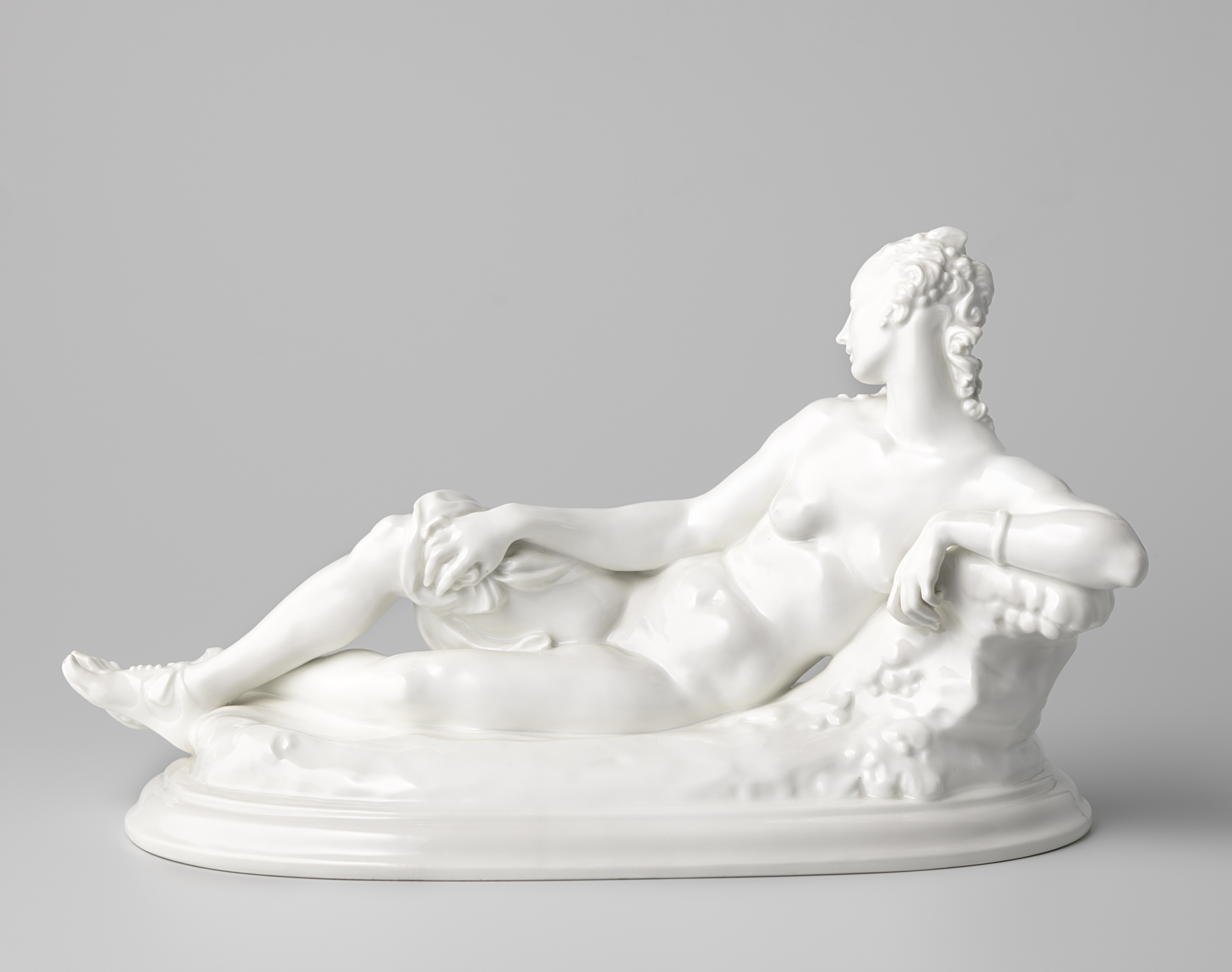
Figura Dafne zaprojektowana przez Paula Scheuricha, 1927. Rijksmuseum

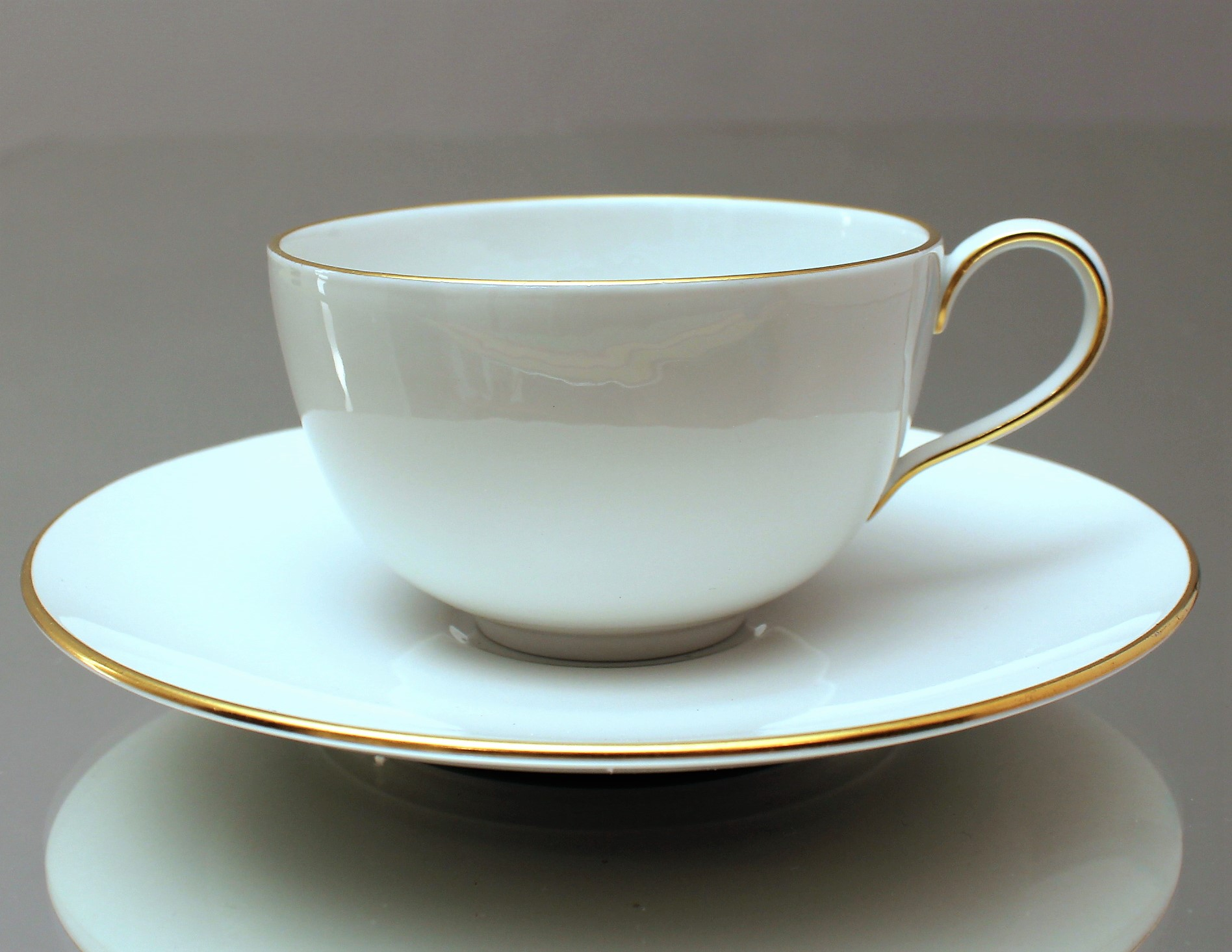
Filiżanka z serwisu Urbino zaprojektowanego przez Trude Petri w 1930/31

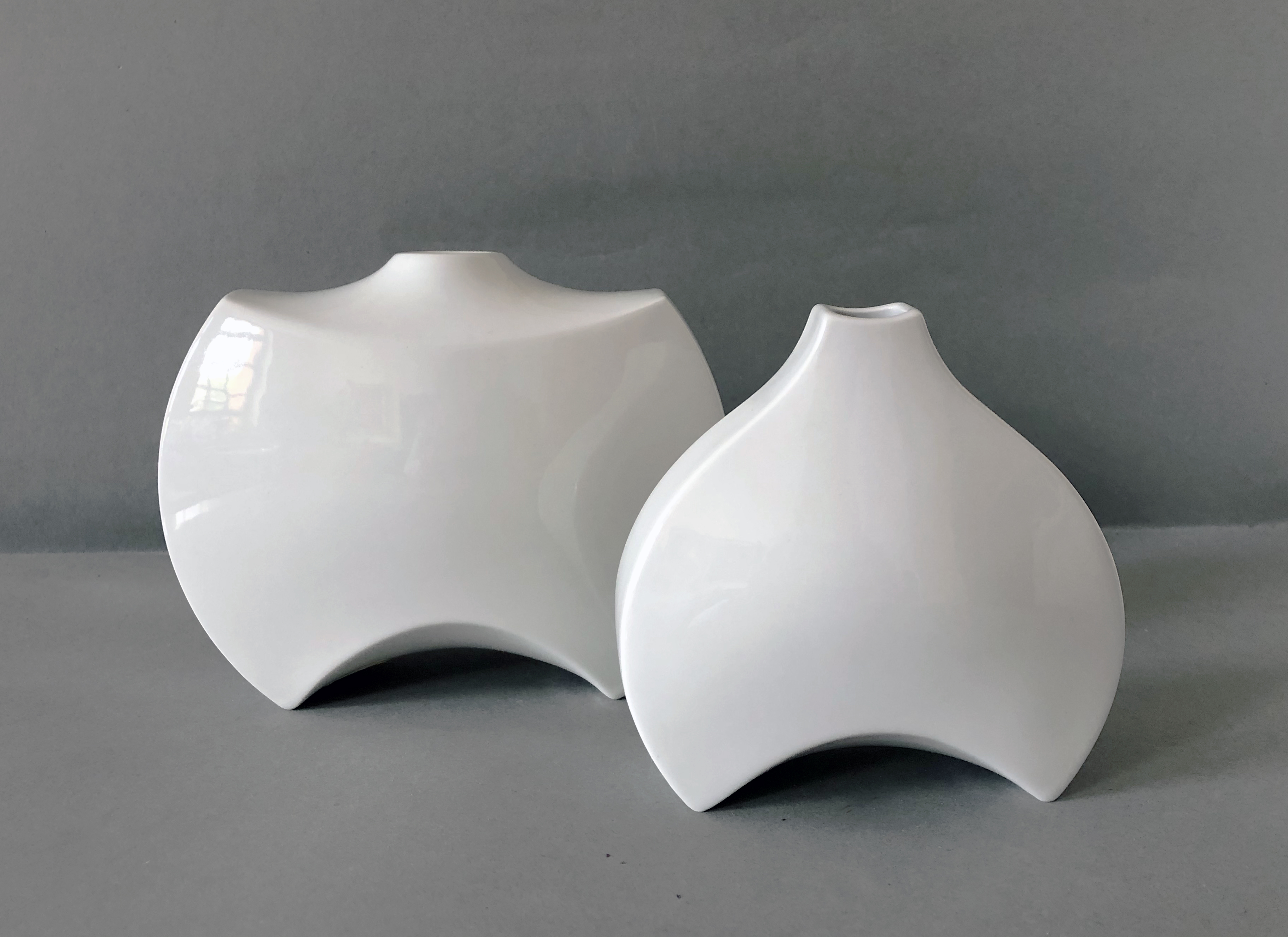
Wazy zaprojektowane przez Konrada Quillmanna pod koniec lat 60. XX wieku

Wraz końcem pruskiej monarchii w 1918 manufaktura została upaństwowiona i otrzymała nazwę „Staatliche Porzellanmanufaktur”. Po okresie powojennej ekonomicznej stagnacji wytwórnia zwróciła się ku nowej estetyce inspirowanej artystycznymi ideami Deutscher Werkbund i Bauhausu. Oznaczało to nacisk na funkcjonalność oraz charakter materiału, jak również rezygnację z ornamentu i zwrot ku czystej formie. Począwszy od 1929 współpracowano również z Wyższą Szkołą Sztuk Użytkowych w Halle prowadzoną przez Gerharda Marcksa. Pod jego kierunkiem Marguerite Friedlaender-Wildenhain wykonała dla manufaktury serwis Hallesche Form. Z kolei Trude Petri w 1930/31 zaprojektowała serwis Urbino, który otrzymał główną nagrodę na wystawie światowej w Paryżu w 1937.
Współpraca pomiędzy manufakturą a światem współczesnej sztuki uległa ograniczeniu po dojściu nazistów do władzy w 1933. Lata wojny wytwórnia przetrwała głównie dzięki wysiłkom dyrektora Maxa Adolfa Pfeiffera, który wcześniej był dyrektorem generalnym manufaktury w Miśni. Próbował on ożywić produkcję porcelanowych figur, współpracując z takimi artystami jak Paul Scheurich i Max Esser. Dekoracja Opery Państwowej zaprojektowana przez Scheuricha i wykonana w latach 1940–1942 miała być ostatnim wielkim dziełem tego rodzaju. W 1943 siedziba wytwórni w Berlinie została zbombardowana i kontynuowała ona działalność w Weiden i Mayerhofen (w pobliżu Karlsbadu).
Po trudnych latach powojennej odbudowy w 1949 manufaktura mogła wznowić produkcję w starej siedzibie. Nadal współpracowali z nią przedwojenni projektanci, tacy jak Trude Petri i Siegmund Schütz, a po 1952 dołączył do nich również uczeń Friedlaender-Wildenhain Hubert Griemert. W 1963 na kierownika produkcji i doradcę artystycznego powołano Stephena Hirzela, który zatrudniając zewnętrznych, uznanych i wschodzących młodych artystów odniósł ogromny sukces w unowocześnianiu oferty porcelany. Począwszy od lat 70. w wyniku złego zarządzania i politycznych ingerencji rozpoczęła się epoka ciągłego spadku poziomu artystycznego produkcji obecnie państwowego przedsiębiorstwa. W 1988 manufakturze przywrócono nazwę „Königliche Porzellan-Manufaktur”, zaś lata 90. przyniosły powstanie zdobywającej nagrody kolekcji porcelany zaprojektowanej przez Enzo Mariego. Po kilku nieudanych próbach prywatyzacji w 2006 manufaktura została kupiona przez berlińskiego bankiera Jörga Woltmanna.